# Eduardo Sepúlveda (futbolista)
Eduardo Sebastian Sepúlveda Sotelo , (* 26 de enero de 1983, El Bosque, Santiago, Chile), es un exfutbolista chileno que jugó de volante en San Luis de Quillota de la Primera B de Chile.

## Clubes
| Club                 | País  | Año         |
| -------------------- | ----- | ----------- |
| Colo-Colo            | Chile | 2001        |
| San Antonio Unido    | Chile | 2002        |
| San Luis de Quillota | Chile | 2003 - 2014 |

## Palmarés
| Título    | Club                 | País  | Año    |
| --------- | -------------------- | ----- | ------ |
| Primera B | San Luis de Quillota | Chile | 2009-C |